# LED-Throwie

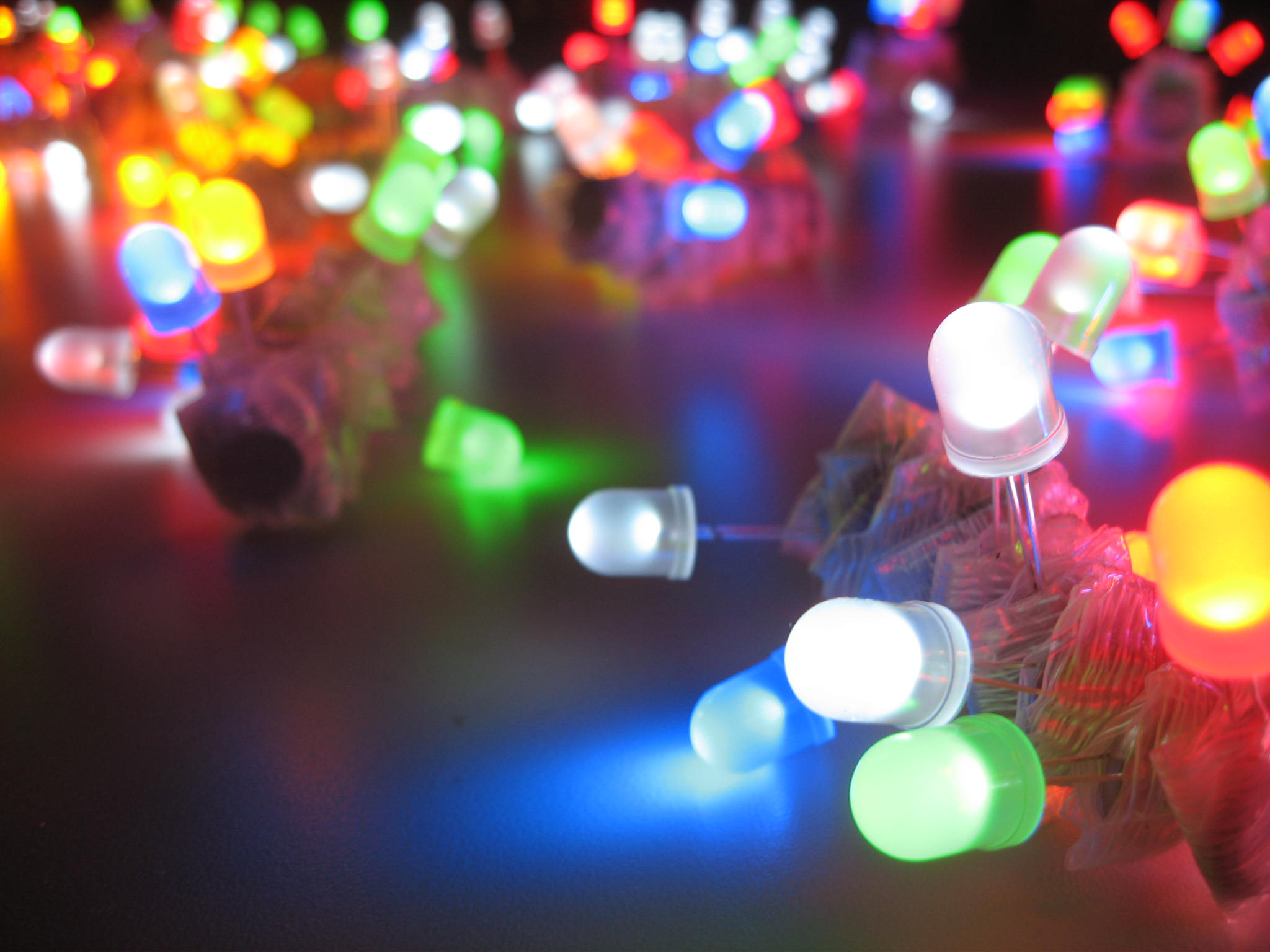
Nahaufnahme von LED-Throwies

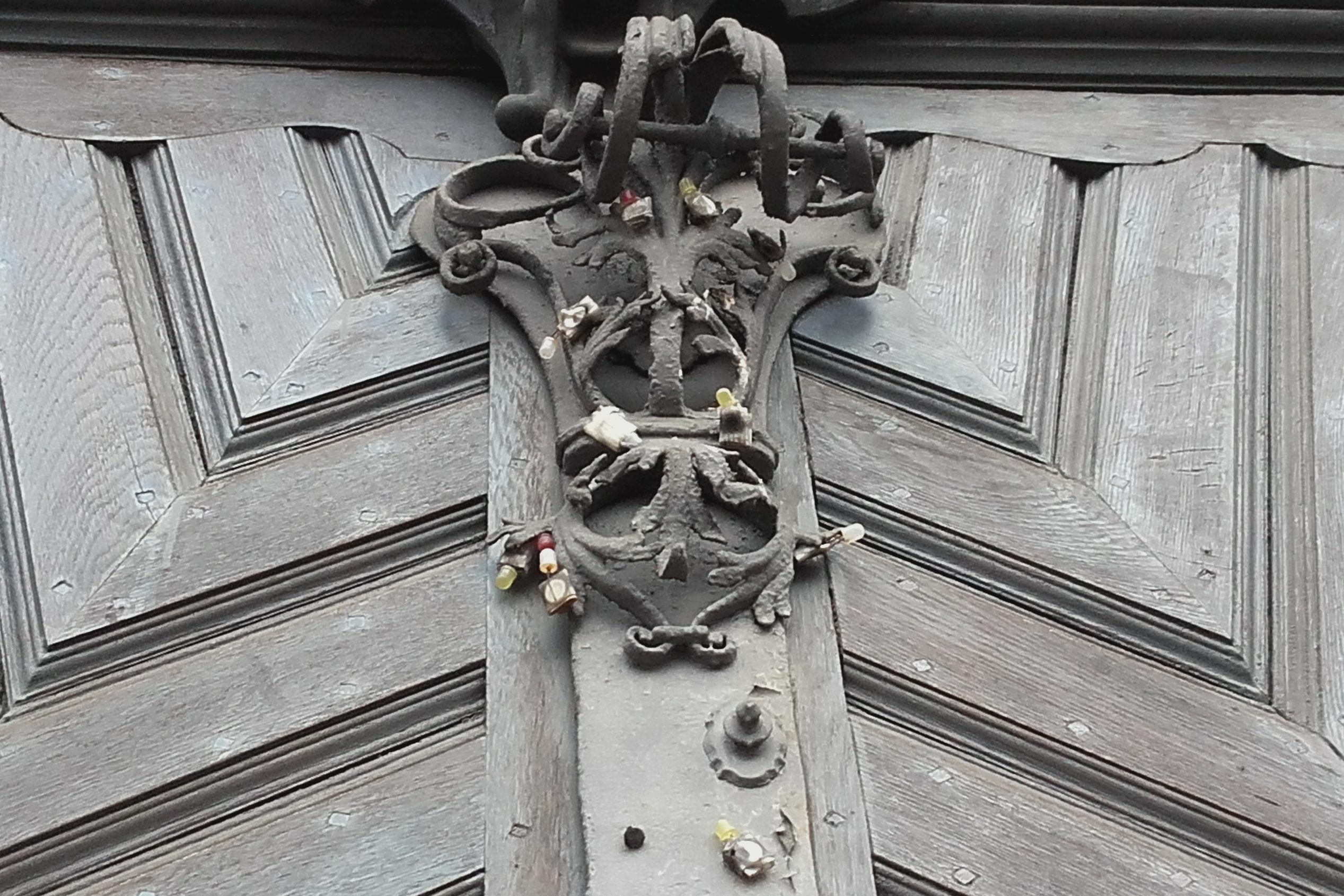
Alte LED-Throwies an einem öffentlichen Gebäude

Ein LED-Throwie (oder kurz Throwie) ist ein kleines Leuchtobjekt, das aus einer Leuchtdiode (kurz LED), einer Knopfzelle und einem Magneten besteht. Die Komponenten sind mit Epoxidharz oder Klebeband untereinander verbunden und der Magnet sorgt dafür, dass die Leuchtobjekte fest an einer Metalloberfläche haften.
In der Streetart-Szene werden LED-Throwies auf Kunstgegenstände, Stadtmöbel, Fahrzeuge oder Gebäudefassaden geworfen (englisch throw ‚werfen‘) und so öffentlich wirksame Botschaften oder einfache Lichtkunstwerke geschaffen. Aufgrund dieser Veränderung von privatem oder öffentlichem Raum werden die Lichtkunstwerke auch als LED-Graffiti bezeichnet.

## Geschichte
LED-Throwies wurden 2006 von James Powderly und Evan Roth im Graffiti Research Lab (kurz GRL) entwickelt. Es handelt sich dabei um eine Gruppe aus New York, deren Mitglieder nach Wegen suchten, die in der Stadt zunehmend eingesetzte Anti-Graffiti-Farbe zu umgehen. Die Throwies wurden, wie auch alle anderen Entwicklungen des GRL, als Open-Source-Projekt unter Public Domain veröffentlicht, obgleich kaum von schutzwürdigem Design ausgegangen werden kann.
Die erste vom Graffiti Research Lab organisierte LED-Throwie-Kampagne fand in Manhattan statt. GRL-Aktivisten verteilten LED-Throwies an Passanten und wiesen sie an, diese auf die Metallskulptur Alamo am Astor Place zu werfen. Über das Internet verbreitete sich die Idee schnell und schon nach wenigen Wochen wurden LED-Throwies in London, Hamburg und Berlin gesichtet.
2011 wurde auch in Deutschland eine Aktion mit LED-Throwies am Berliner U-Bahnhof Kottbusser Tor durchgeführt.

## Technik
Für die Herstellung eines LED-Throwies wird eine Knopfzelle mit einer Leuchtdiode und einem Magneten verbunden. Hierbei ist auf die richtige Polung zu achten. Diese kann jedoch gefahrlos ausprobiert werden, da die Durchbruchspannung einer LED in der Regel über der Knopfzellenspannung liegt. Es eignen sich einzelne Lithium-Knopfzellen mit einer Spannung von ca. 3 Volt, da die Betriebsspannungen von Standard-LEDs meist zwischen 2 und 3 Volt liegen. Von einfachen Alkali-Mangan-Knopfzellen mit ca. 1,5 V müssen zwei Exemplare in Reihe verwendet werden. Auf den normalerweise üblichen Vorwiderstand kann bei solchen LED-Throwies verzichtet werden, da der Innenwiderstand der Knopfzelle den Strom ausreichend begrenzt. Der Zusammenbau geschieht durch einfaches Verkleben mittels Klebeband oder Epoxidharz.

## Modifikationen und Weiterentwicklung
- Stick anywhere Throwies – Verwendung von Klebemittel statt Magneten
- Blinking Throwies – LED-Throwies mit selbstblinkenden LEDs
- Floaties – LED-Throwies ohne Magnet in einer schwimmfähigen transparenten Kapsel
- Selbstdimmende Throwies – automatische Deaktivierung bei Tageslicht durch einen Photowiderstand zur Erhöhung der Batterielebensdauer
- Flyies – LED-Throwies ohne Magnet von einem Heliumballon getragen
- LED-Ice Spheres – eine leuchtende Eiskugel: ein Throwie und gefrorenes Wasser in einem Ballon
- Rainbow Throwies – LED-Throwies mit einer autonom farbändernden LED